# Axana Kennes
Axana Kennes (Wilrijk, 23 november 2002) is een Belgische actrice. Ze werd bekend door de Vlaamse jeugdserie 4eVeR op Ketnet, en is ook te zien in verschillende videoclips, Campus 12 en de Samson en Gert-afscheidsshow. Ook heeft ze samen met Melissa hendrikx de podcast Bestie Babbels waarvan tot op heden elke woensdag een nieuwe aflevering online komt op YouTube. Ze was vaak op het podium te zien met de #LikeMe cast. Ze trad met hen op in het Sportpaleis maar ging ook mee met #LikeMe On Tour. Ook werkt ze sinds de zomer van 2024 als animatiemedewerker bij Plopsaland.

## Acteren
- 4eVeR- (2017-2019) Louise Jacobs
- videoclip stip na stip- (2018)
- Vloglab - (seizoen 6) Lana
- Sixt - (2022) Amira
- MONA LISA- Charlotte
- Pray of the wolf- gastrol

## Dans
- vlaanderen muziekland- (2014)
- tegen de sterren op- Papaoutai (2014)
- wij gaan vliegen- Samson en Gert (2014)
- kerstshowSamson en Gert - (2014)
- Ketnet Musical/ Unidamu- (2017)
- Bobbejaanland Dans Bansoeli Beats- (2021-2022)
- Hoe zal ik het zeggen?
- #likeme on tour- (2022-2023)
- #likeme in concert- (2022)
- #likeme in concert (2023)
- Q foute party (2023)
- #likeme the final concert- (2024)

## Zang
- zing je ding- (2011)
- Annie the movie- zangkoor (2014)
- Campus 12- koor (2018-2020)
- Campus 12- live opdtredens (2019)
- afscheidsshow Samson en Gert- zang (2020)
- grote sinterklaasshow- koor (2021)
- videoclips Campus 12
- k3 run & fun- zang spotz on koor (2021)

### Covers
- speechless- (2020)
- zal ik jou ooit missen- (2022)
- walk on water- (2022)

### LA X
- zonder jou- (2021)
- tot we samen zijn- (2021)

#### Covers LA X
- vurige tongen- (2020)
- hoe het danst- (2020)
- kom wat dichter bij- (2020)